# Bentham (Engeland)
Bentham is een plaats (town) en civil parish in het bestuurlijke gebied Craven, in het Engelse graafschap North Yorkshire met 3027 inwoners.
Bentham bestaat uit High Bentham en Low Bentham en ligt aan de rivier Wenning.